# Stavhopp för herrar i friidrott vid olympiska sommarspelen 2000
Stavhopp för herrar vid olympiska sommarspelen 2000 i Sydney avgjordes 27-29 september. 

## Medaljörer
| Gren     | Guld            | Guld   | Silver               | Silver | Brons                   | Brons |
| Stavhopp | Nick Hysong USA | 5,90 m | Lawrence Johnson USA | 5,90   | Maksim Tarasov Ryssland | 5,90  |

## Resultat
- Q innebär avancemang utifrån placering i heatet.
- q innebär avancemang utifrån total placering.
- DNS innebär att personen inte startade.
- DNF innebär att personen inte fullföljde.
- DQ innebär diskvalificering.
- NR innebär nationellt rekord.
- OR innebär olympiskt rekord.
- WR innebär världsrekord.
- PB innebär personligt rekord.
- SB innebär säsongsbästa.

### Kval
Hölls onsdagen den 27 september 2000.

#### Group A
| Placeringar | Totalt | Idrottare           | Nation        | Märke | Noteringar |
| ----------- | ------ | ------------------- | ------------- | ----- | ---------- |
| 1           | 3      | Dmitri Markov       | Australien    | 5.70  | q          |
| 2           | 4      | Viktor Chistiakov   | Australien    | 5.70  | q          |
| 3           | T10    | Tim Lobinger        | Tyskland      | 5.65  | q          |
| 3           | 12     | Jevgenij Smirjagin  | Ryssland      | 5.65  | q          |
| 5           | T10    | Lawrence Johnson    | USA           | 5.65  | q          |
| 6           | 13     | Montxu Miranda      | Spanien       | 5.65  | q          |
| 7           | 14     | Stepan Janacek      | Tjeckien      | 5.65  |            |
| 8           | 15     | Rens Blom           | Nederländerna | 5.65  |            |
| 9           | T16    | Jean Galfione       | Frankrike     | 5.55  |            |
| 10          | T20    | Danny Krasnov       | Israel        | 5.55  | SB         |
| 10          | T20    | Patrik Kristiansson | Sverige       | 5.55  |            |
| 12          | T22    | Thibaut Duval       | Belgien       | 5.55  |            |
| 13          | T26    | Pavel Gerasimov     | Ryssland      | 5.40  |            |
| 14          | 32     | Nuno Fernandes      | Portugal      | 5.25  |            |
|             |        | Sergej Bubka        | Ukraina       | NM    |            |
|             |        | Ruhan Isim          | Turkiet       | NM    |            |
|             |        | Igor Potapovitj     | Kazakstan     | NM    |            |
|             |        | Robison Pratt       | Mexiko        | NM    |            |

#### Grupp B
| Placering | Totalt | Idrottare          | Nation         | Märke | Noteringar |  |
| --------- | ------ | ------------------ | -------------- | ----- | ---------- |  |
| 1         | 1      | Nick Hysong        | USA            | 5.70  | q          |  |
| 2         | 2      | Danny Ecker        | Tyskland       | 5.70  | q          |  |
| 3         | 5      | Michael Stolle     | Tyskland       | 5.70  | q          |  |
| 4         | 6      | Giuseppe Gibilisco | Italien        | 5.70  | q          |  |
| 5         | T7     | Aleksandr Averbuch | Israel         | 5.65  | q          |  |
| 5         | T7     | Okkert Brits       | Sydafrika      | 5.65  | q          |  |
| 5         | T7     | Maksim Tarasov     | Ryssland       | 5.65  | q          |  |
| 8         | T16    | Paul Burgess       | Australien     | 5.55  |            |  |
| 8         | T16    | Javier Garcia      | Spanien        | 5.55  |            |  |
| 8         | T16    | Kevin Hughes       | Storbritannien | 5.55  | SB         |  |
| 11        | T22    | Ilian Jefremov     | Bulgarien      | 5.55  |            |  |
| 11        | T22    | Martin Eriksson    | Sverige        | 5.55  |            |  |
| 13        | 25     | Manabu Yokoyama    | Japan          | 5.55  |            |  |
| 14        | T26    | Chad Harting       | USA            | 5.40  |            |  |
| 14        | T26    | Dominic Johnson    | Saint Lucia    | 5.40  |            |  |
| 16        | 29     | Joao Andre         | Portugal       | 5.40  |            |  |
| 17        | 31     | Romain Mesnil      | Frankrike      | 5.40  |            |  |
| 17        | 30     | Denis Jurtjenko    | Ukraina        | 5.40  |            |  |
|           |        | Photis Stefani     | Cypern         | NM    |            |  |

#### Totalt kval-resultat
| Placering | Idrottare           | Nation         | Grupp | Märke | Noteringar |  |
| --------- | ------------------- | -------------- | ----- | ----- | ---------- |  |
| 1         | Nick Hysong         | USA            | B     | 5,70  | q          |  |
| 2         | Daniel Ecker        | Tyskland       | B     | 5.70  | q          |  |
| 3         | Dmitri Markov       | Australien     | A     | 5.70  | q          |  |
| 4         | Viktor Chistiakov   | Australien     | A     | 5.70  | q          |  |
| 5         | Michael Stolle      | Tyskland       | B     | 5.70  | q          |  |
| 6         | Giuseppe Gibilisco  | Italien        | B     | 5.70  | q          |  |
| 7         | Okkert Brits        | Sydafrika      | B     | 5.65  | q          |  |
| 7         | Maksim Tarasov      | Ryssland       | B     | 5.65  | q          |  |
| 7         | Aleksandr Averbuch  | Israel         | B     | 5.65  | q          |  |
| 10        | Tim Lobinger        | Tyskland       | A     | 5.65  | q          |  |
| 10        | Lawrence Johnson    | USA            | A     | 5.65  | q          |  |
| 12        | Jevgenij Smirjagin  | Ryssland       | A     | 5.65  | q          |  |
| 13        | Montxu Miranda      | Spanien        | A     | 5.65  | q          |  |
| 14        | Stepan Janacek      | Tjeckien       | A     | 5.65  |            |  |
| 15        | Rens Blom           | Nederländerna  | A     | 5.65  |            |  |
| 16        | Jean Galfione       | Frankrike      | A     | 5.55  |            |  |
| 16        | Paul Burgess        | Australien     | B     | 5.55  |            |  |
| 16        | Kevin Hughes        | Storbritannien | B     | 5.55  | SB         |  |
| 16        | Javier Garcia       | Spanien        | B     | 5.55  |            |  |
| 20        | Patrik Kristiansson | Sverige        | A     | 5.55  |            |  |
| 20        | Danny Krasnov       | Israel         | A     | 5.55  | SB         |  |
| T22       | Ilian Jefremov      | Bulgarien      | B     | 5.55  |            |  |
| T22       | Thibaut Duval       | Belgien        | A     | 5.55  |            |  |
| T22       | Martin Eriksson     | Sverige        | B     | 5.55  |            |  |
| 25        | Manabu Yokoyama     | Japan          | B     | 5.55  |            |  |
| 26        | Pavel Gerasimov     | Ryssland       | A     | 5.40  |            |  |
| 26        | Chad Harting        | USA            | B     | 5.40  |            |  |
| 26        | Dominic Johnson     | Saint Lucia    | B     | 5.40  |            |  |
| 29        | Joao Andre          | Portugal       | B     | 5.40  |            |  |
| 30        | Denis Jurtjenko     | Ukraina        | B     | 5.40  |            |  |
| 31        | Romain Mesnil       | Frankrike      | B     | 5.40  |            |  |
| 32        | Nuno Fernandes      | Portugal       | A     | 5.25  |            |  |
|           | Ruhan Isim          | Turkiet        | A     | NM    |            |  |
|           | Photis Stefani      | Cypern         | B     | NM    |            |  |
|           | Sergej Bubka        | Ukraina        | A     | NM    |            |  |
|           | Igor Potapovitj     | Kazakstan      | A     | NM    |            |  |
|           | Robison Pratt       | Mexiko         | A     | NM    |            |  |

### Final
| Placeringar | Idrottare          | Nation     | Märke | Noteringar |
| ----------- | ------------------ | ---------- | ----- | ---------- |
| 1           | Nick Hysong        | USA        | 5,90  | PB         |
| 2           | Lawrence Johnson   | USA        | 5,90  |            |
| 3           | Maksim Tarasov     | Ryssland   | 5,90  | SB         |
| 4           | Michael Stolle     | Tyskland   | 5.90  |            |
| 5           | Viktor Chistiakov  | Australien | 5.80  | SB         |
| 5           | Dmitri Markov      | Australien | 5.80  |            |
| 7           | Okkert Brits       | Sydafrika  | 5.80  |            |
| 8           | Daniel Ecker       | Tyskland   | 5.80  |            |
| 9           | Montxu Miranda     | Spanien    | 5.70  |            |
| 10          | Giuseppe Gibilisco | Italien    | 5.50  |            |
| 10          | Aleksandr Averbuch | Israel     | 5.50  |            |
| 10          | Jevgenij Smirjagin | Ryssland   | 5.50  |            |
| 13          | Tim Lobinger       | Tyskland   | 5.50  |            |